# لوسین اوبی
لوسین اوبی (انگلیسی: Lucien Aubey؛ زادهٔ ۲۴ مهٔ ۱۹۸۴) بازیکن فوتبال اهل فرانسه است.
از باشگاه‌هایی که در آن بازی کرده‌است می‌توان به باشگاه فوتبال استاد رنس، باشگاه فوتبال پورتسموث، باشگاه فوتبال سیواس‌اسپور، باشگاه فوتبال رن، باشگاه فوتبال لانس، و باشگاه فوتبال تولوز اشاره کرد.
وی همچنین در تیم‌های ملی فوتبال زیر ۲۱ سال فرانسه و کنگو بازی کرده‌است.